# الجمعية الأردنية لمكافحة المخدرات
الجمعية الأردنية لمكافحة المخدرات The Jordan Anti Drugs Society- جمعية غير ربحية تاسست عام 2012م ، ومقرها العاصمة الأردنية "عمان"، ويترأسها الدكتور موسى داوود الطريفي، تهدف الجمعية إلي تحقيق نجاحات ملحوظة في مجال مكافحة المخدرات بكافة أنواعها، وذلك من خلال نشر الوعي وتطوير سبل الوقاية من تعاطي المخدرات وعواقبها علي الفرد والمجتمع. وللجمعية رؤية واضحة متمثلة في " حياة للجميع خالية من الأذي الناجم عن تعاطي المخدرات والمؤثرات العقلية للوصول إلي عالم من السلام والديموقراطية والعدالة".
من أهم الخدمات التي تقدمها الجمعية، هو توعية المواطنين وخاصة الشباب بالإحصائيات المتعلقة بالمخدرات، وتقديم كافة الخدمات من علاج وتأهيل، بالإضافة إلى الوقاية من هذه الآفة، والتعاون والتنسيق مع الجمعيات الأخرى من أجل تبادل الخبرات في هذا المجال.

## نشاطات الجمعية.[5]
تشارك الجمعية في الأنشطة والمبادرات التي تدعم أهدافها المتمثلة بمكافحة المخدرات ونشر 
```
الوعي حول المخدرات وآثارها محلياً وإقليمياً.  
```

عام 2022، شاركت الجمعية في الدورة السادسة والستون للجنة مخدرات الأمم المتحدة في العاصمة النمساوية" فيينا" وفي المنتدى الدولي "الأطفال مهمون - الحق في طفولة خالية من المخدرات" الذي اقيم في الهند.

## عضويات الجمعية ومجالات التعاون
تعد الجمعية الأردنية لمكافحة المخدرات عضوًا فاعلاً وناشطاً في العديد من التجمعات العالمية في مجال مكافحة المخدرات مثل: الأتحاد الدولي لمكافحة المخدرات، ولجنة فيينا في الأمم المتحدة، وعضواً في المجلس الأقتصادي والاجتماعي للأمم المتحدة، والذي منحها في 2020 صفة الأستشارية ، تلك الصفة التي مكنت الجمعية من الانخراط بفاعلية في عمل المجلس الأقتصادي والاجتماعي التابع للأمم المتحدة ، كما ستمكنها من حضور ومراقبة جميع إجراءات المكتب المعني بالمخدرات والجريمة التابع للأمم المتحدة ، كما أن الجمعية الاردنية عضوًا في أتحاد الهلال الأخضر وغيرها من شبكات مكافحة المخدرات العربية والإقليمية والدولية. بالإضافة إلي توقيع الجمعية للعديد من اتفاقيات التفاهم والتعاون مع الجمعيات المناظرة ، ومنها مثلاً توقيع اتفاقية تعاون ومذكرة تفاهم مع الجمعية الاوغندية لمكافحة المخدرات ، ومن قبلها مع الجمعية العمانية والجمعية التركية والجمعية الباكستانية.

## أنظر ايضًا
- الجمعية الفلسفية الأردنية
- الجمعية الأردنية لعلم النفس

## روابط خارجية
- موقع الجمعية علي شبكة المعلومات الدولية.
- الجمعية علي موقع الأتحاد العالمي لمكافحة المخدرات.